# Paisley Park Records
Paisley Park Records era l'etichetta discografica del cantante e musicista statunitense Prince, che è stata distribuita e finanziata in parte dalla Warner Bros. Records. Lo studio di registrazione è stato creato nel 1985, dopo il successo del film Purple Rain e dell'omonimo album L'etichetta condivide il suo nome con il complesso di registrazione di Prince, Paisley Park Studios e la canzone Paisley Park sul suo album Around the World in a Day del 1985.

## Storia
Lo studio è stato progettato dallo studio dell'architetto BOTO Design Inc, di Santa Monica, California, e fu completato nel 1988. Contiene un complesso di registrazione e palco, e si estende su 5 100 metri .
Gli artisti che hanno registrato negli studi di Paisley Park Records sono Mazarati, Good Question, Madhouse, Eric Leeds, e il compianto Tony LeMans, The Time, Sheila E., The Family, Mavis Staples, George Clinton, Carmen Electra, Jill Jones, The Three O'Clock, Ingrid Chavez, Dale Bozzio, R.E.M. e Taja Sevelle.

## Discografia

### Album di Prince
- 1985: Prince and The Revolution: Around the World in a Day
- 1986: Prince and The Revolution: Parade
- 1987: Prince: Sign o' the Times
- 1988: Prince: Lovesexy
- 1990: Prince: Graffiti Bridge
- 1991: Prince and The New Power Generation: Diamonds and Pearls
- 1992: Prince and The New Power Generation: Love Symbol Album
- 1993: Prince: The Hits/The B-Sides

### Altri album
- 1985: Sheila E.: Romance 1600
- 1985: The Family: The Family
- 1986: Mazarati: Mazarati
- 1987: Sheila E.: Sheila E.
- 1987: Taja Sevelle: Taja Sevelle [Reprise Records 1]
- 1987: Jill Jones: Jill Jones
- 1987: Madhouse: 8
- 1987: Madhouse: 16
- 1988: Dale Bozzio: Riot In English
- 1988: The Three O'Clock: Vermillion
- 1988: Good Question: Good Question
- 1989: Tony LeMans: Tony LeMans
- 1989: George Clinton: The Cinderella Theory
- 1989: Mavis Staples: Time Waits for No One
- 1989: Kahoru Kohiruimaki: Time The Motion[1] (solo pubblicazione giapponese)
- 1990: The Time: Pandemonium [Reprise Records 1]
- 1990: Kahoru Kohiruimaki: Time The Motion Live (solo pubblicazione giapponese)
- 1991: T.C. Ellis: True Confessions[2]
- 1991: Eric Leeds: Times Squared
- 1992: Ingrid Chavez: May 19, 1992
- 1993: George Clinton: Hey, Man, Smell My Finger
- 1993: Carmen Electra: Carmen Electra
- 1993: Mavis Staples: The Voice
- 1993: Eric Leeds: Things Left Unsaid

1. 1 2  Titolo distribuito da Reprise Records